# ナラーティップポンプラパン
ナラーティップポンプラパン親王（ワンワイタヤーコーン親王とも、 พระเจ้าวรวงศ์เธอ พระองค์เจ้าวรรไวทยากร กรมหมื่นนราธิปพงศ์ประพันธุ์, 1891年8月25日 - 1976年9月5日）は、タイ王国の外交官である。日本に於いては、モムチャオ＝ワンワイタヤーコーン・ワラワンの名が有名で、ワラワン殿下、ワン殿下などと称された。ラーマ4世（モンクット）の子息であるワラワナーコーン親王の息子である。

## 伝記

### 生い立ち
ワンワイタヤーコーンは1891年バンコク生まれ。生まれた時には、モムチャオ位の王族であった。幼少期をバンコクで過ごした後、マールボロ・カレッジで5年間学ぶ。1910年からはオックスフォード大学で文学を学び、その後パリに渡ってパリ大学で外交学を勉強した。

### 外交
卒業後は駐仏大使館で勤務、帰国後は外務省で働き国際連盟の役員に就任、1929年には駐英し公使をつとめた。1931年にはチュラーロンコーン大学文学部教授となり、外務省の顧問を兼任した。1932年に起こった立憲革命では王族が軒並み国外に逃げるなどしたが、ワンワイタヤーコーンはその教養の高さと穏和な性格から新政府内でも地位を保守した。

### 格上げ
その後は欧米列強との不平等条約改正などを精力的に行い、その努力が認められ、ピブーンソンクラーム内閣では外相を務めている。1939年9月20日、モームチャオ位の王族からワンワイタヤーコーン親王（プラウォーラウォントゥープラオンチャオ位）に格上げされた。

### 第二次世界大戦での活動

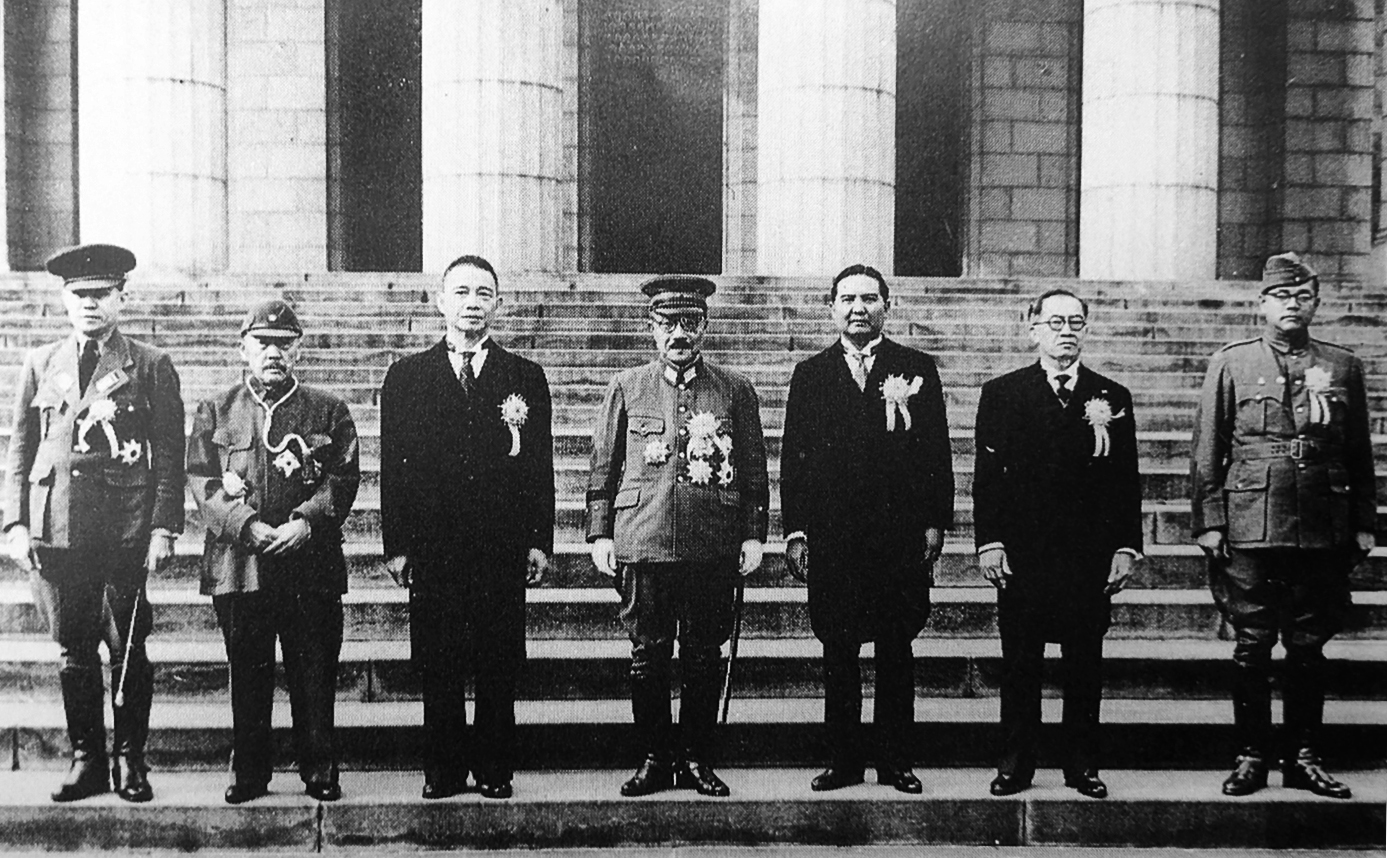
大東亜会議に参加した各国首脳。左からバー・モウ、張景恵、汪兆銘、東條英機、ワンワイタヤーコーン親王、ホセ・ラウレル、スバス・チャンドラ・ボース

仲介役を日本政府が務める1941年のタイ仏国境紛争の講和会議「東京会議」では、『東京条約』を締結。2年後の大東亜会議にはピブーンが仮病を使って欠席したため代役として会議に出席。この年の10月15日にはプラチャオウォーラウォントゥープラオンチャオ位の王族に昇格した。

### 国連総会議長
1952年には外務大臣をつとめ、5月5日には、ラーマ9世（プーミポン）によりクロムに叙されナラーティップポンプラパン親王の名称を与えられた。1956年に国連代表として第11回国連総会の議長を務めた。

### 副首相
1959年には一連の軍事政権、サリット政権、タノーム政権下では副首相に任命される一方で1971年までタンマサート大学の学長をつとめた。このほかコロンビア大学の名誉教授なども務めた。また、憲法、革命、クーデターなどのタイ語における語彙を作り出した人物でもある。